# Ghiriș-Sâncrai

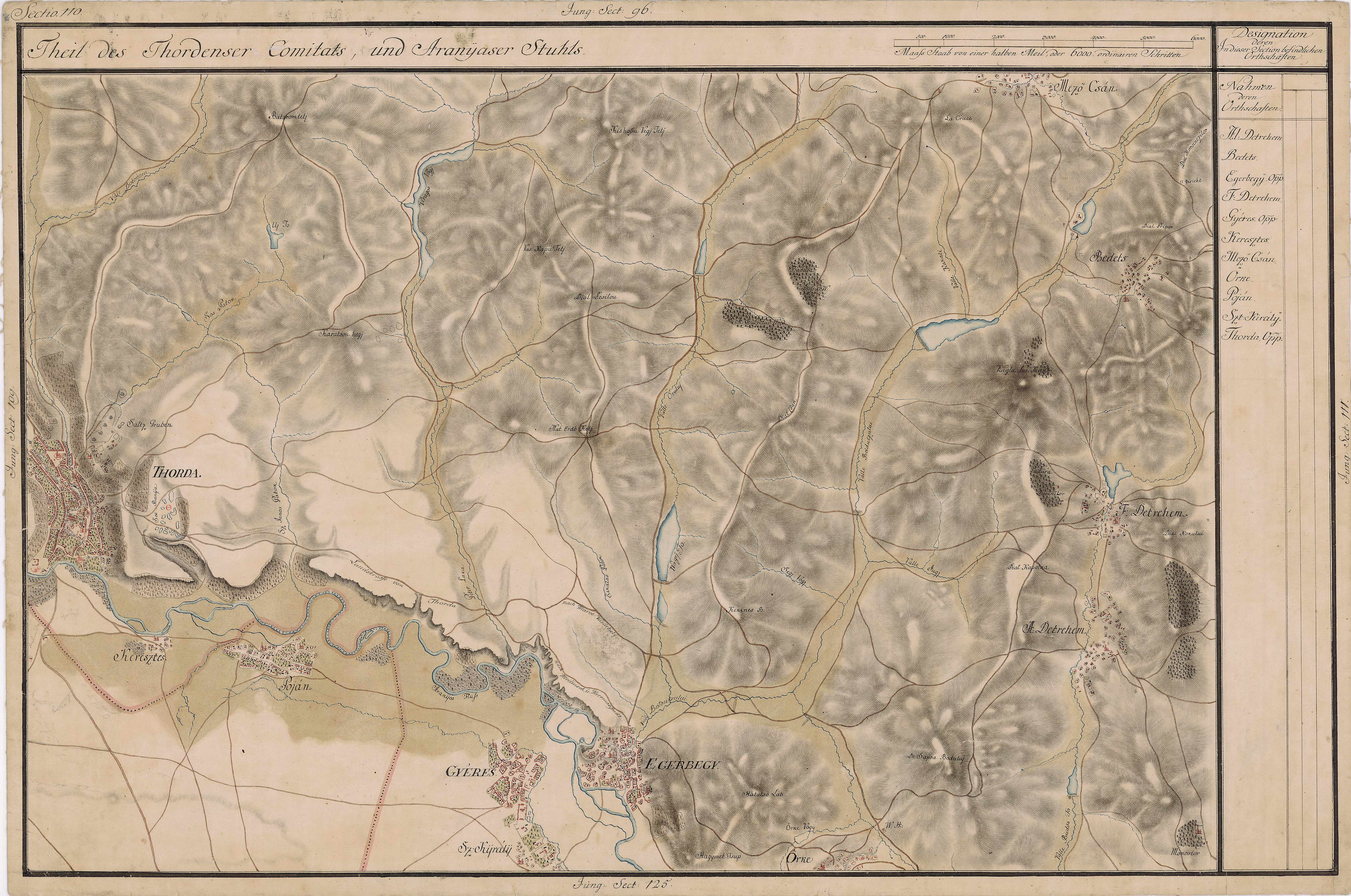
Ghiriş-Sâncrai pe Harta Iosefină a Transilvaniei, 1769-1773 (Sectio 110)

Ghiriș-Sâncrai (în maghiară Gyéresszentkiraly) a fost un sat dispus pe actualul loc al municipiului Câmpia Turzii, care în 1925 a fost înglobat în oraș (Câmpia Turzii a luat naștere prin contopirea a două localități învecinate: Ghiriș-Arieș și Ghiriș-Sâncrai).
Pe Harta Iosefină a Transilvaniei din 1769-1773 (Sectio 110), satul apare sub numele de „Sz. Kiraly”. 

## Galerie de imagini

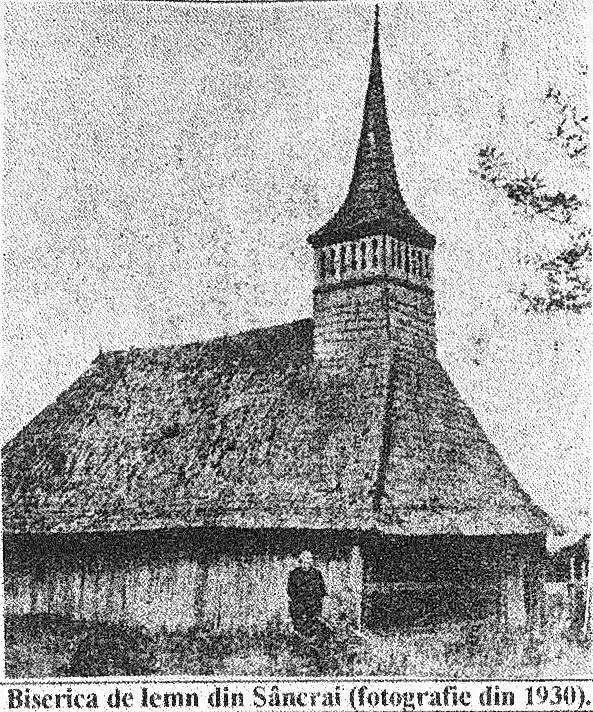
Vechea Biserică Greco-Catolică de lemn din Câmpia Turzii (Ghiriş-Sâncrai), mutată în satul Boian, jud. Cluj